# 新河岸川
新河岸川（しんがしがわ、しんがしかわ）は、埼玉県及び東京都を流れる一級河川。荒川水系隅田川の支流である。

## 地理

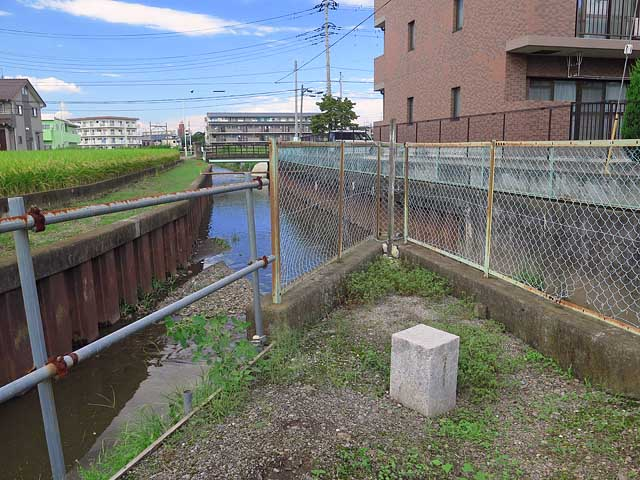
新河岸川の起点標石

武蔵野台地北部に降った雨を集めた伏流水や入間川（笹井堰）からの水田用水を水源とする赤間川が、埼玉県川越市上野田町の八幡橋付近で新河岸川と名前を変え、起点となる。川越の市街地の北側を回り込むように流れた（ここは途中の田谷橋まではかつての赤間川である）後で、川越市大字砂付近で不老川、川越市大字南田島付近で九十川と、次々に流れ込む支流を合わせながら荒川の西岸沿いを流れて、東京都北区の岩淵水門から南東へ120メートルの地点で隅田川に合流する。上流から川越市、ふじみ野市、富士見市、志木市、朝霞市、和光市、板橋区、北区を流れる。

## 歴史
元は川越市の伊佐沼が源流で、現在の和光市（かつての大和町）新倉・朝霞水門付近で旧入間川（現在の荒川）へ合流していた河川だった。荒川と並行しており、荒川が「外川」と呼ばれたのに対し、当川は「内川」と呼ばれた。

新河岸川の舟遊び （川越市）

江戸時代、川越藩主松平信綱が、「九十九曲り」と言われる多数の屈曲を持たせ流量を安定化させる改修工事を実施し、江戸と川越とを結ぶ舟運ルートとした。これ以降、沿岸には新たに川越五河岸をはじめとした河岸場が作られ、川の名も「新河岸川」と呼ばれるようになった。舟運は特に江戸時代末期から明治時代初めにかけて隆盛した。
客を乗せる早舟は、川越夜舟とも呼ばれ、川越城下を午後3時に発って一晩かかって翌朝8時に千住、昼前には花川戸へ着いた。物資の輸送としては並舟と飛切（とびきり）があった。並舟は川越ー江戸の往復を7〜8日で行った不定期船。飛切は今日下って翌日上るという特急であった。船は喫水が浅い平田舟で、明治・大正期にはニブネと呼ばれていた。積載量は70石から80石、長さ15メートルくらいのものが多かった。
明治時代に川越鉄道（現在の西武新宿線）や川越馬車鉄道（のちの西武大宮線、廃止）、大正時代にはほぼルートを同じくする東上鉄道（現在の東武東上本線）が開業した結果、舟運は衰退していった。
1910年（明治43年）以降の荒川本流の直線化工事により、その南側の湾曲部は本流から分離された。新河岸川は、荒川の南側の湾曲部および分流を繋ぎながら東へ掘削され、現在の岩淵水門の先で荒川（現在は隅田川）へ合流する形となった。
合わせて、1920年（大正9年）〜1931年（昭和6年）に川越市街地の北側を流れ、伊佐沼に流入していた赤間川に新河岸川は繋げられた（現在の田谷橋付近から田島橋付近まで開削、伊佐沼から流れ出る旧新河岸川部分は現在は九十川という）。
さらに昭和に入ると志木より上流の旧河川も洪水防止のため河川改修工事が行われた。その結果河道が直線化されて流量が保てなくなり、また1931年に埼玉県から通船停止令が出たことにより、船の運航を取り止め舟運の時代は終わりを告げた。
ふじみ野市に於いて新河岸川の舟運で栄えた船問屋を修理、復元した福岡河岸記念館が一般公開されている。
水害を防ぐために下流の朝霞市に1980年度から2008年度の工期で朝霞調節池が建設された。あわせて、新河岸川放水路、びん沼川を経て1986年に完成した南畑排水機場で荒川に放水する。

## 旧新河岸川
複数の旧流路跡が現在も埋め立てられず残っている。
特にふじみ野市と富士見市との境（湯殿の渡しのある地域）、および、富士見市と志木市との境（前河岸跡のある地域）を流れる部分は旧新河岸川と呼ばれている。

## 環境
産業廃棄物の不法投棄
1988年（昭和63年）12月、埼玉県朝霞市上内間木地内河川敷において河川改修事業に伴う築堤のための掘削工事中に、1970年（昭和45年）頃に不法投棄された産業廃棄物が発見された。推定10,000m3以上の廃棄物にはPCBや鉛等の有害物質が含まれていたため、管轄する埼玉県が鉛直遮水壁の打ち込みや遮水シートで覆うなど、封じ込めのための応急措置を施した。2009年（平成21年）には、学識者などからなる技術検討委員会を立ち上げ、無害化のための具体的な工法の検討を行っている。

## 支流
上流から
- 赤間川
- 真土川
- 不老川
- 九十川

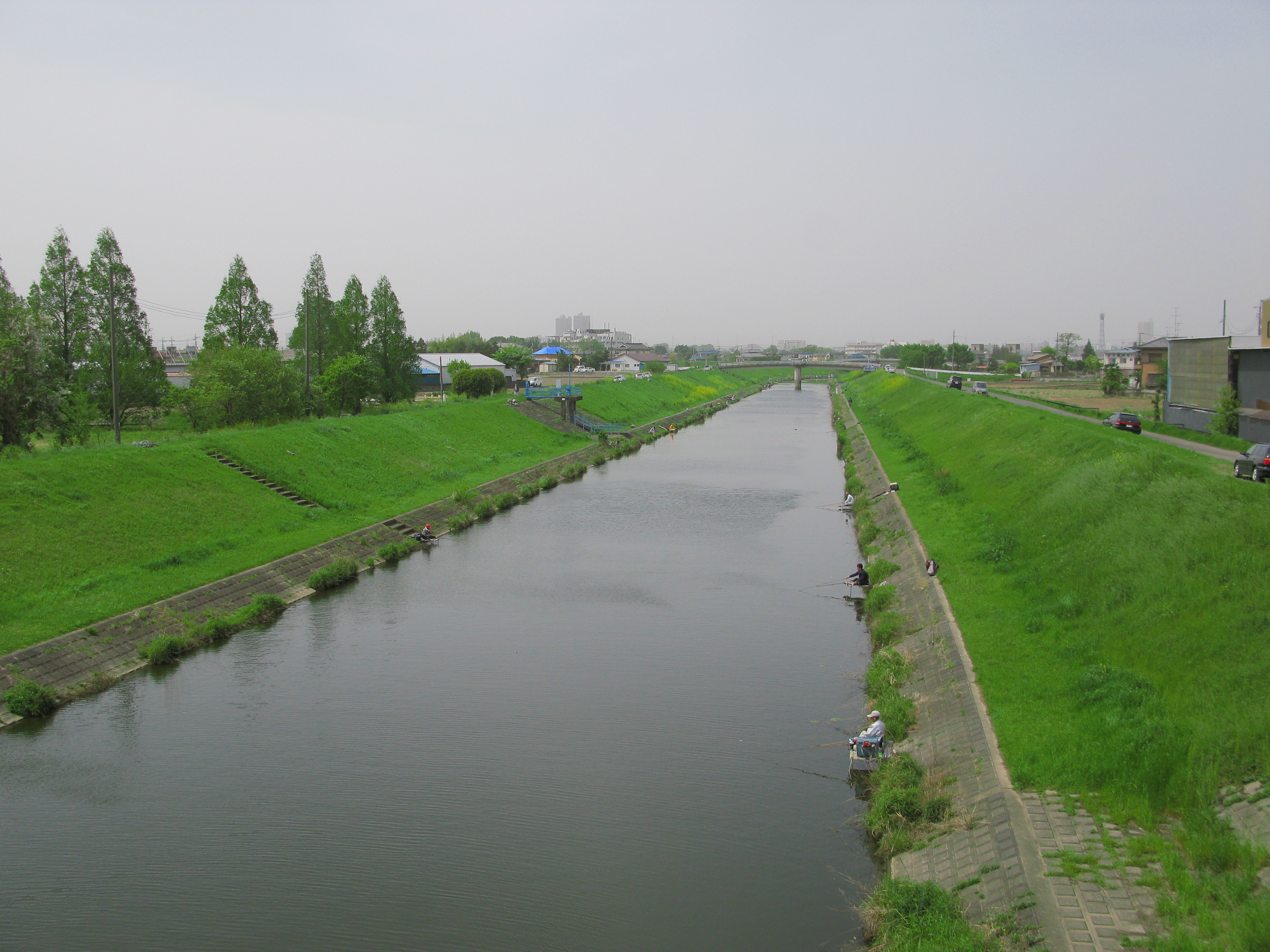
新河岸川放水路 （富士見市）

- 新河岸川放水路（分流） - びん沼川に接続する。びん沼川は南畑排水機場から荒川に合流する。
- 川越江川
- 福岡江川 - 普通河川
- 砂川堀 - 雨水幹線
- 富士見江川 - 準用河川
- 柳瀬川
- 黒目川
- 越戸川
- 白子川
- 前谷津川
- 蓮根川

## 橋梁
下流から
- 志茂橋
- 岩淵橋

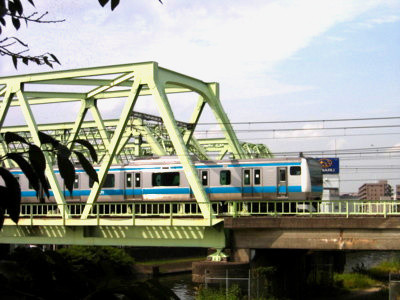
東北本線の新河岸川橋梁 （北区赤羽）

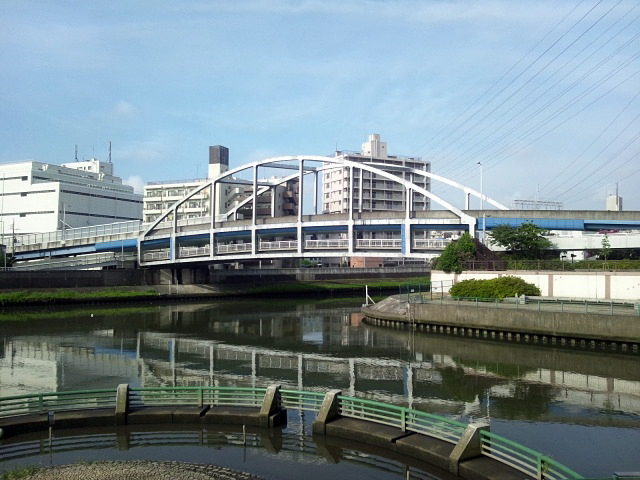
舟渡大橋 （板橋区舟渡）

- 新荒川大橋（国道122号） - この橋を境に埼玉側は「岩槻街道」、東京側は「北本（きたほん）通り」という通称がある。
- 新河岸川橋梁（東北本線〈宇都宮線・高崎線・京浜東北線〉）
- 中の橋
- 浮間橋（東京都道447号赤羽西台線）
- 新河岸川橋梁（JR埼京線〈北赤羽駅直下〉、東北新幹線〈上野駅 - 大宮駅間〉）
- 新河岸大橋
- 新河岸橋
- 長後さくら橋[12]
- 平成橋
- 志村橋（国道17号〈中山道〉）
- 蓮根橋
- 舟渡大橋（東京都道447号赤羽西台線）
- 西台橋
- 徳丸橋
- 芝原橋
- 新早瀬橋
- 早瀬人道橋
- 笹目橋（国道17号新大宮バイパス・東京都道・埼玉県道68号練馬川口線、首都高速5号池袋線）

- 芝宮橋
- 新倉橋

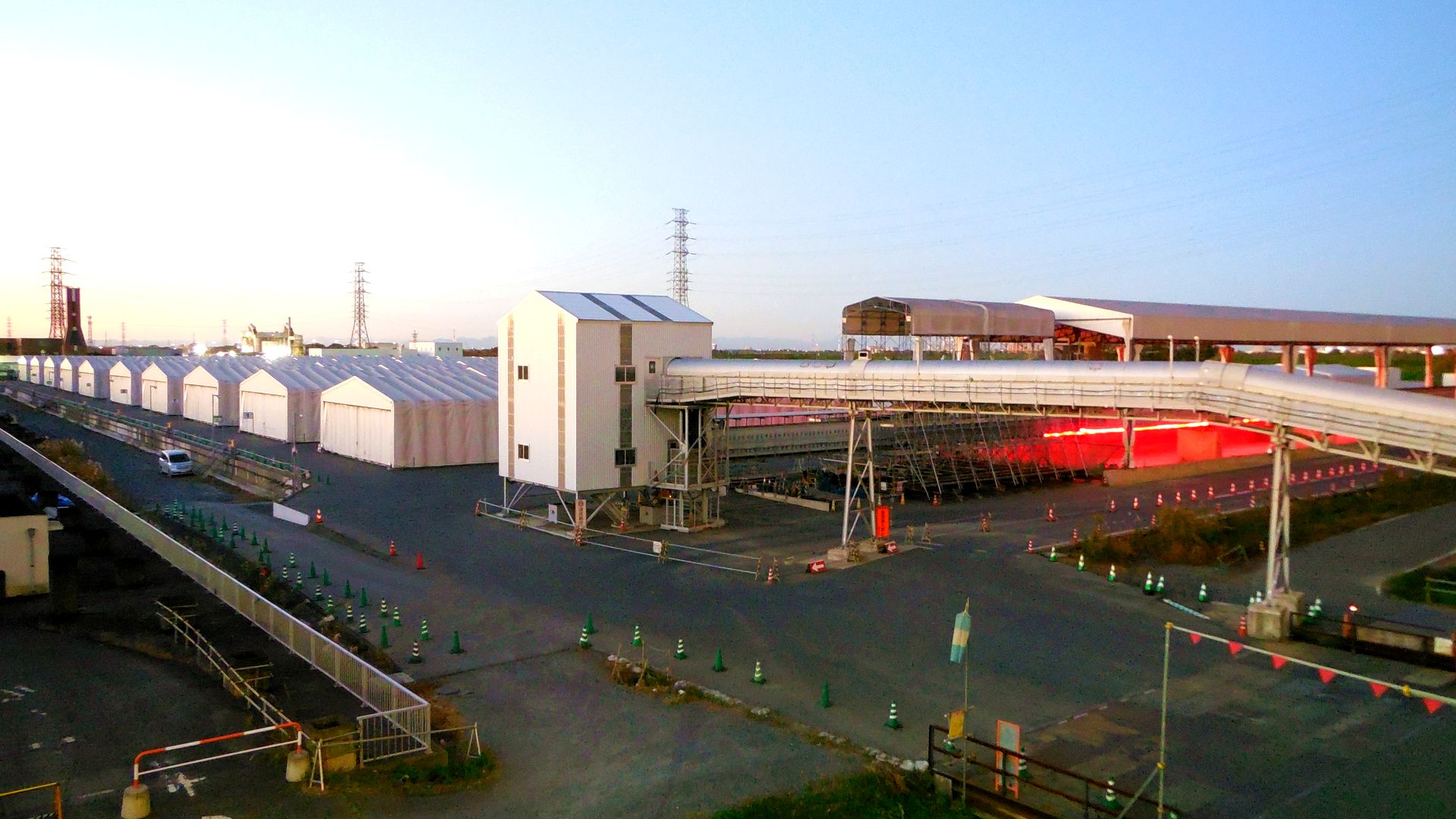
新河岸川水循環センター(幸魂大橋直下)

- 幸魂大橋（国道298号、東京外環自動車道）
- 朝霞水門 - 荒川への分流、かつての新河岸川の流末。
- 内間木橋 - 2020年7月1日廃止[13]
- 朝霞大橋（国道254号和光富士見バイパス）

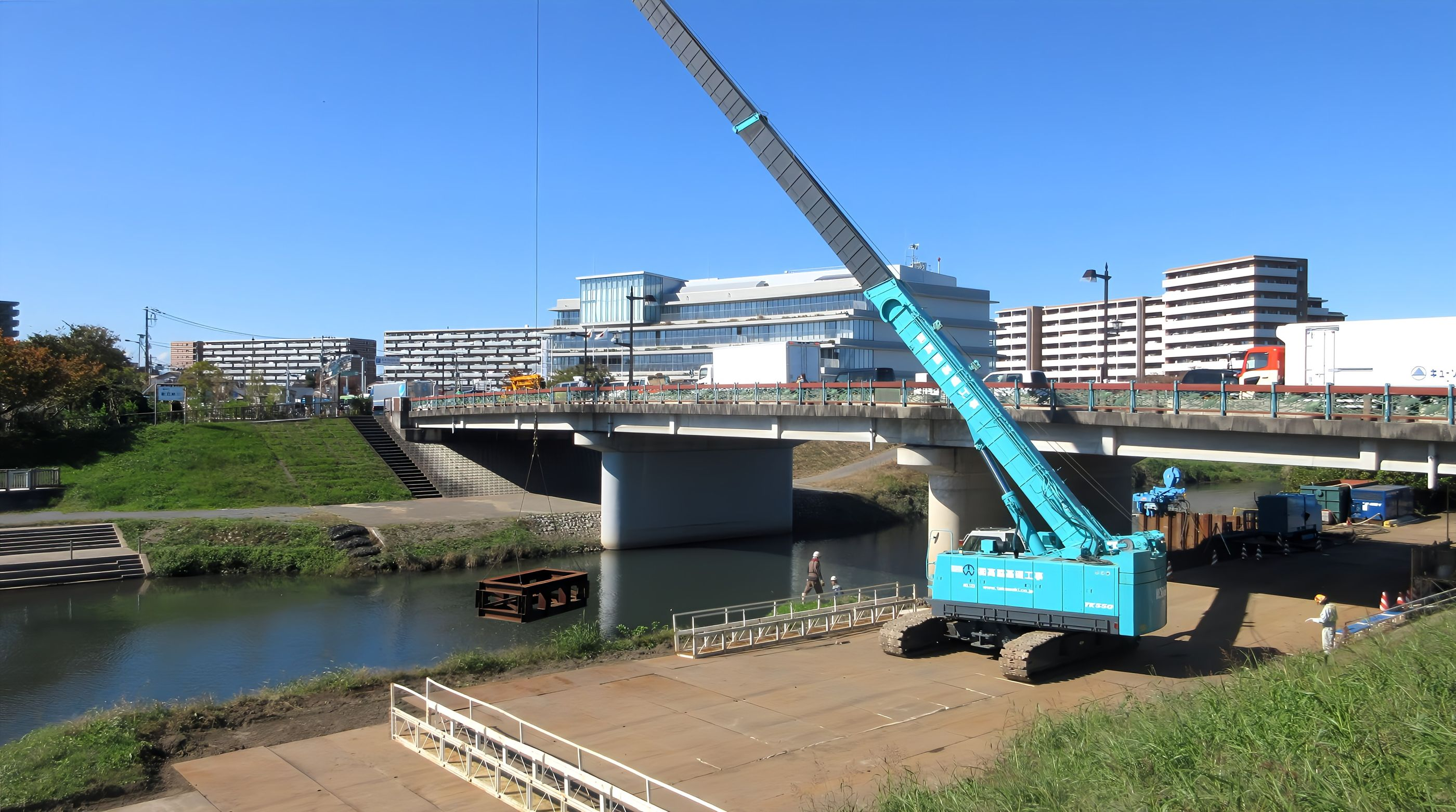
いろは橋と志木市役所

- 新盛橋（埼玉県道79号朝霞蕨線〈朝霞秋ヶ瀬通り〉）
- 新河岸川橋梁（JR武蔵野線〈北朝霞駅 - 西浦和駅間〉）
- 新宮戸橋
- 宮戸橋〈宮戸橋通り〉
- 富士下橋（歩行者用）
- いろは橋（埼玉県道36号保谷志木線・埼玉県道40号さいたま東村山線・埼玉県道113号川越新座線〈志木街道・いろは通り〉）
- 袋橋〈袋橋通り〉
- 岡坂橋（浦和所沢バイパス〈国道463号本線・国道254号バイパス〉）
- 木染橋
- 第1新河岸橋（国道254号富士見川越バイパス）
- 南畑橋（埼玉県道334号三芳富士見線）
- 伊佐島橋
- 新伊佐島橋（埼玉県道272号東大久保ふじみ野線）

- 福岡橋

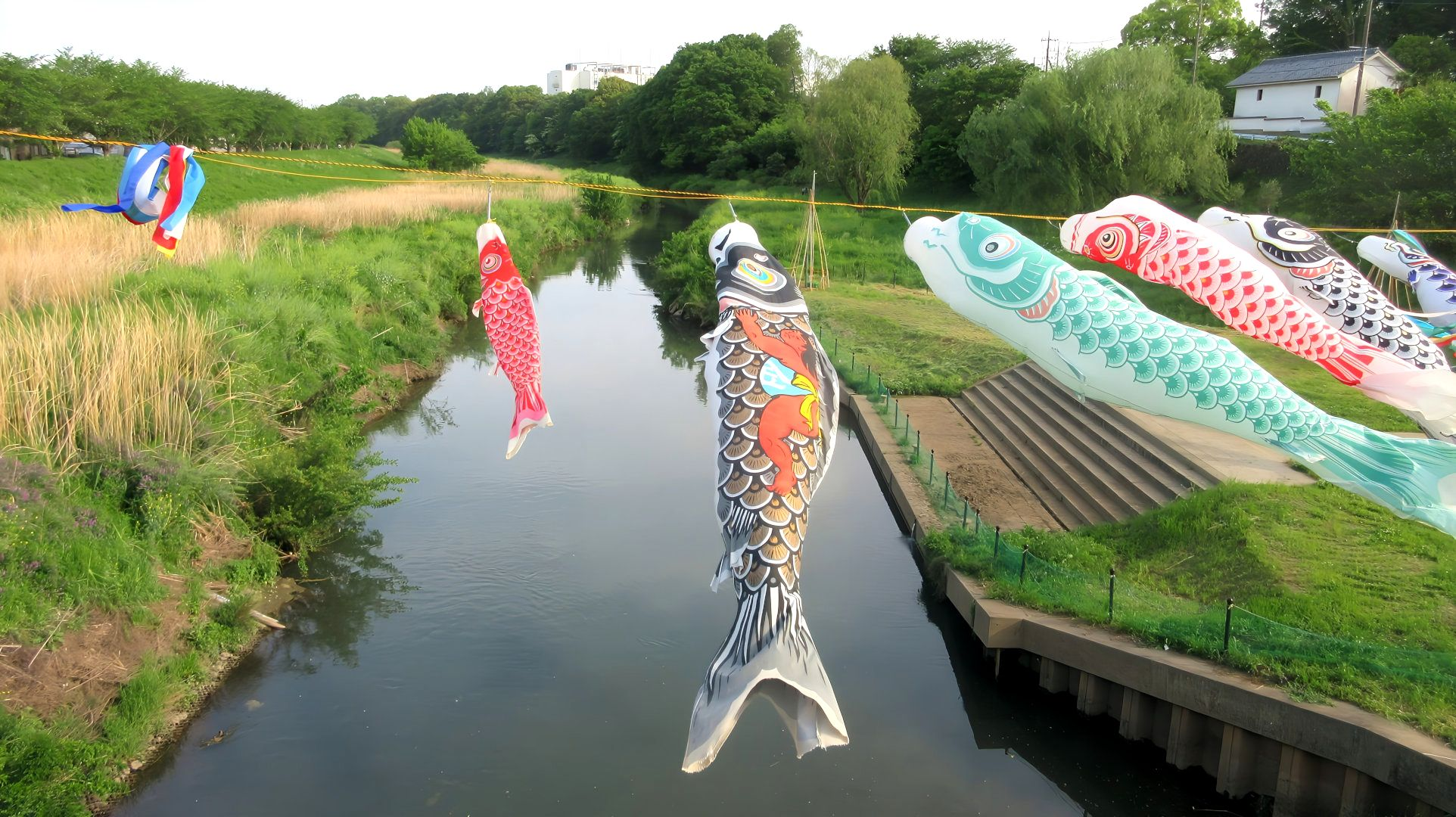
養老橋より下流を撮影

- 第2新河岸橋（国道254号富士見川越バイパス）
- 養老橋（埼玉県道56号さいたまふじみ野所沢線）
- 川崎橋（埼玉県道335号並木川崎線）
- 旭橋（埼玉県道336号今福木野目線）
- 扇橋
- 新河岸川橋梁（JR川越線〈南古谷駅 - 川越駅間〉）
- 畳橋
- 滝下橋
- 田島橋
- 仙波大橋（国道16号〈東京環状〉）
- 清身場橋
- 弁天橋
- 貝塚橋
- 琵琶橋
- 新琵琶橋（埼玉県道15号川越日高線）
- 杉下橋
- 新城下橋
- 城下橋
- 宮下橋（埼玉県道51号川越上尾線）
- 氷川橋
- 田谷橋
- 道灌橋
- 東明寺橋（埼玉県道12号川越栗橋線〈菖蒲新道〉）
- 坂下橋
- 高沢橋（旧埼玉県道39号川越坂戸毛呂山線〈高澤通り〉）
- 石原橋
- お茶屋橋
- 黄金橋
- 三日月橋（埼玉県道15号川越日高線）
- 赤間川橋梁（東武東上本線〈川越駅 - 川越市駅間〉）
- 観音下橋
- （JR川越線〈川越駅 - 西川越駅間〉）
- 八幡橋

## この川に接している地域
下流から　
- 志茂 - 東京都北区隅田川との合流点。
- 岩淵町 (東京都北区) - 東京都北区。
- 赤羽 - 東京都北区。
- 赤羽北 - 東京都北区。
- 浮間 - 東京都北区。
- 舟渡 (板橋区) - 東京都板橋区。

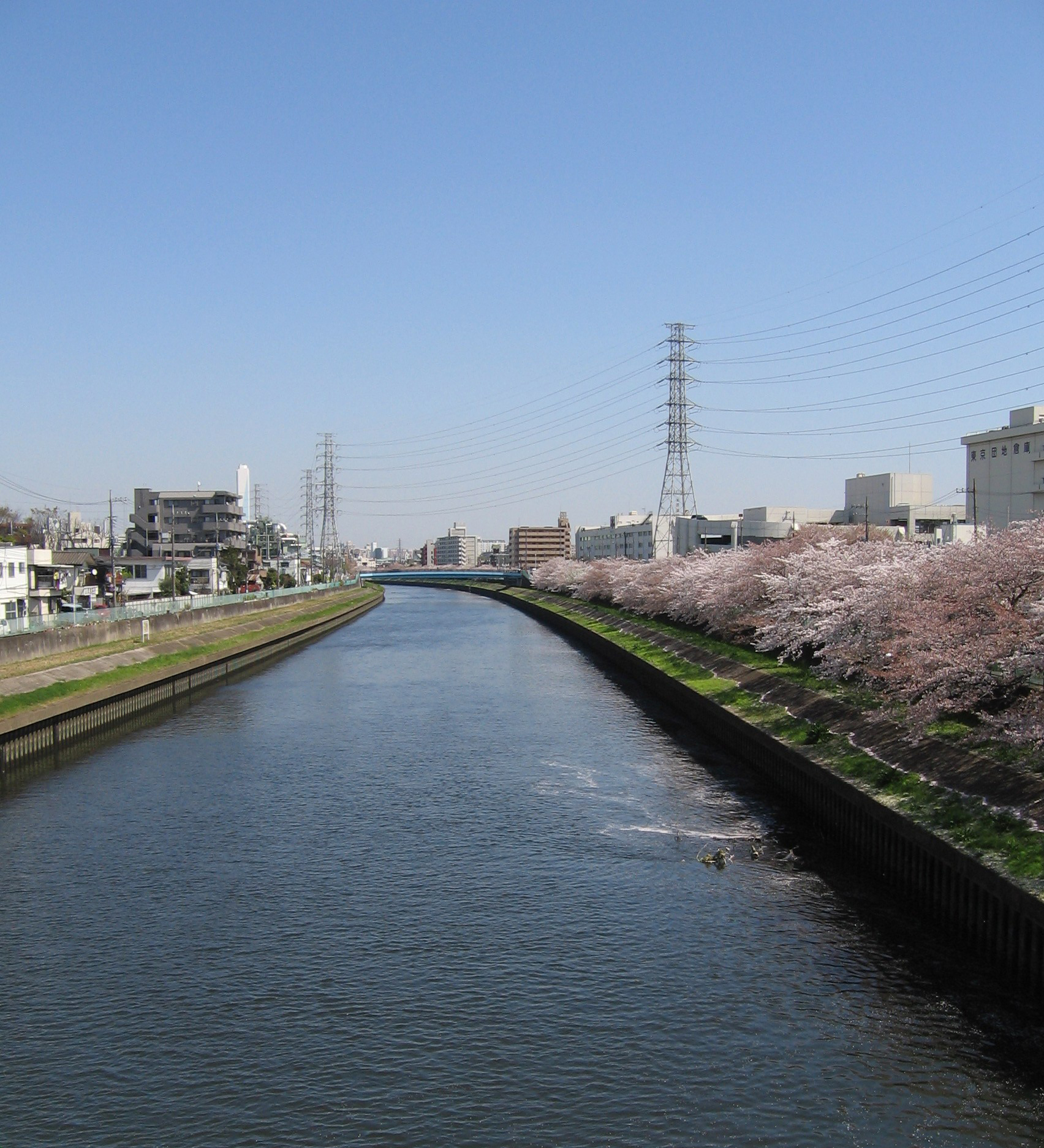
高島平6丁目にて

- 小豆沢 - 東京都板橋区。河岸段丘による斜面が見られる。
- 東坂下 - 東京都板橋区。
- 蓮根 (板橋区) - 東京都板橋区。
- 新河岸 (板橋区) - 東京都板橋区。
- 高島平 - 東京都板橋区。
- 下新倉 - 埼玉県和光市。
- 新倉 (和光市) - 埼玉県和光市。
- 下内間木 - 埼玉県朝霞市。
- 上内間木 - 埼玉県朝霞市。
- 宮戸 (朝霞市) - 埼玉県朝霞市。
- 下宗岡 - 埼玉県志木市。
- 中宗岡 - 埼玉県志木市。
- 上宗岡 - 埼玉県志木市。
- 水谷東 - 埼玉県富士見市。
- 渋井 (川越市) - 埼玉県川越市。
- 南田島 (川越市) - 埼玉県川越市。
- 小仙波町 - 埼玉県川越市。
- 松郷 (川越市) - 埼玉県川越市。
- 濯紫公園 - 埼玉県川越市。親水公園。

## 沿岸の主な施設
上流から
- 星野高等学校
- 川越市営初雁公園野球場
- 川越市立砂中学校
- しののめの里
- 志木市立宗岡中学校
- 県立志木高等学校
- 志木市立宗岡第四小学校
- 朝霞市立朝霞第五中学校
- 三園浄水場
- 新河岸陸上競技場
- 板橋区立舟渡小学校
- 都道311号環状八号線（環八通り）

## 新河岸川舟運

### 河岸場
下流から
- 日本橋・箱崎町
- 浅草・花川戸
- 千住大橋
- 戸田河岸
- 芝宮河岸

以下、埼玉県
- 新倉河岸
- 井口河岸
- 根岸河岸
- 台河岸
- 浜崎河岸（お台場河岸ともいう）
- 宮戸河岸
- 引又河岸（志木河岸ともいう）
- 宗岡河岸（引又河岸の対岸）
- 前河岸
- 山下河岸（水子河岸ともいう）
- 鶉河岸（鶴馬河岸ともいう）
- 本河岸
- 蛇木河岸（上南畑河岸ともいう）
- 伊佐島河岸（勝瀬河岸ともいう）
- 百目木河岸
- 古市河岸
- 福岡河岸（古市河岸の対岸）
- 寺尾河岸　（川越五河岸の一つ）
- 下新河岸　（川越五河岸の一つ）

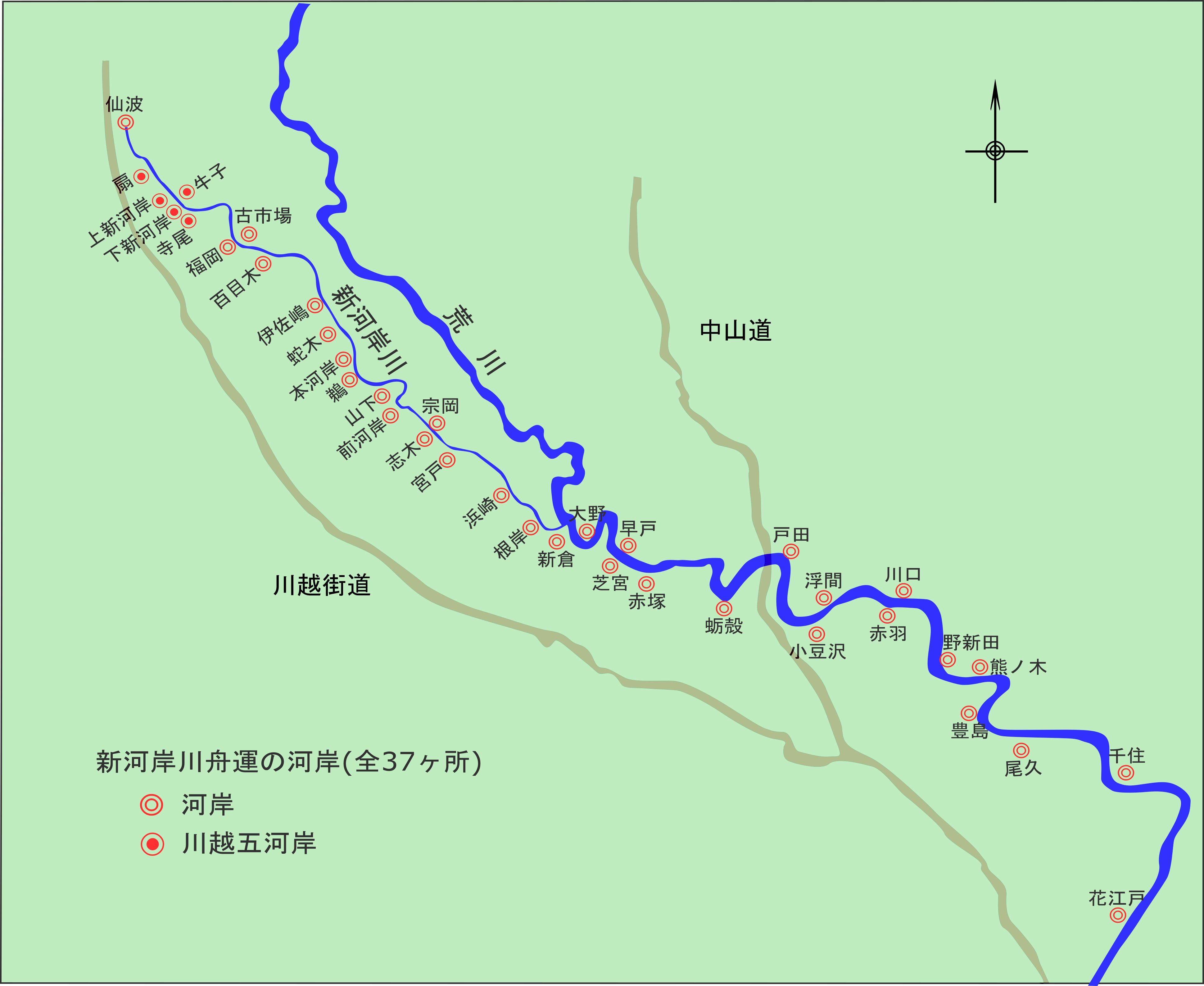
荒川・新河岸川の河岸場

- 牛子河岸（上下新河岸の対岸）　（川越五河岸の一つ）
- 上新河岸　（川越五河岸の一つ）
- 扇河岸　（川越五河岸の一つ）
- 仙波河岸

### 対岸への渡し舟場
下流から
- 渡し（現在の和光市）
- 権八渡し
- 乗越の渡し
- 山下の渡し
- 木染の渡し
- 竹の内の渡し
- 蛇木の渡し
- 湯殿の渡し
- 下手の渡し
- 花の木の渡し
- 滝の渡し
- 木の目の渡し（現在の川越市）